# Gornja Kozica (Republika Serbska)
Gornja Kozica (cyr. Горња Козица) – wieś w Bośni i Hercegowinie, w Republice Serbskiej, w gminie Oštra Luka. W 2013 roku liczyła 19 mieszkańców.